# Lista de representantes permanentes de Timor-Leste nas Nações Unidas
Esta é uma lista de representantes permanentes de Timor-Leste, ou outros chefes de missão, junto da Organização das Nações Unidas em Nova Iorque.
Timor-Leste foi admitido como membro das Nações Unidas a 27 de setembro de 2002.
| Início | Término | Representante permanente (Chefe de missão) | Cargo                    | Credenciais |
| ------ | ------- | ------------------------------------------ | ------------------------ | ----------- |
| 2002   | 2006    | José Luís Guterres                         | Representante permanente | 2002-10-01  |
| 2007   | 2010    | Nelson Santos                              | Representante permanente | 2007-02-07  |
| 2010   | 2016    | Sofia Borges                               | Representante permanente | 2010-03-04  |
| 2016   | atual   | Maria Helena Lopes de Jesus Pires          | Representante permanente | 2016-04-12  |